# Eugryllacris braueri
Eugryllacris braueri är en insektsart som först beskrevs av Griffini 1911.  Eugryllacris braueri ingår i släktet Eugryllacris och familjen Gryllacrididae. Inga underarter finns listade i Catalogue of Life.